# Psychoda macispina
Psychoda macispina är en tvåvingeart som beskrevs av Quate 1967. Psychoda macispina ingår i släktet Psychoda och familjen fjärilsmyggor. Inga underarter finns listade i Catalogue of Life.